# Lasioglossum europense
Lasioglossum europense là một loài Hymenoptera trong họ Halictidae. Loài này được Benoist mô tả khoa học năm 1950.